# Centropogon cupreus
Centropogon cupreus är en klockväxtart som beskrevs av Franz Elfried Wimmer. Centropogon cupreus ingår i släktet Centropogon och familjen klockväxter. Inga underarter finns listade i Catalogue of Life.